# Prepuzio clitorideo
Nell'anatomia femminile il prepuzio clitorideo, chiamato anche cappuccio della clitoride, è una parte esterna della clitoride.

## Anatomia
Si trova sotto la commessura labiale superiore e sopra il glande del clitoride. È costituito da un lembo di pelle formato dalle piccole labbra, che ricopre la clitoride quando non è in stato di eccitazione o non è esposta manualmente.
È asportato nelle mutilazioni genitali femminili.